# Baronía de Río Tovía

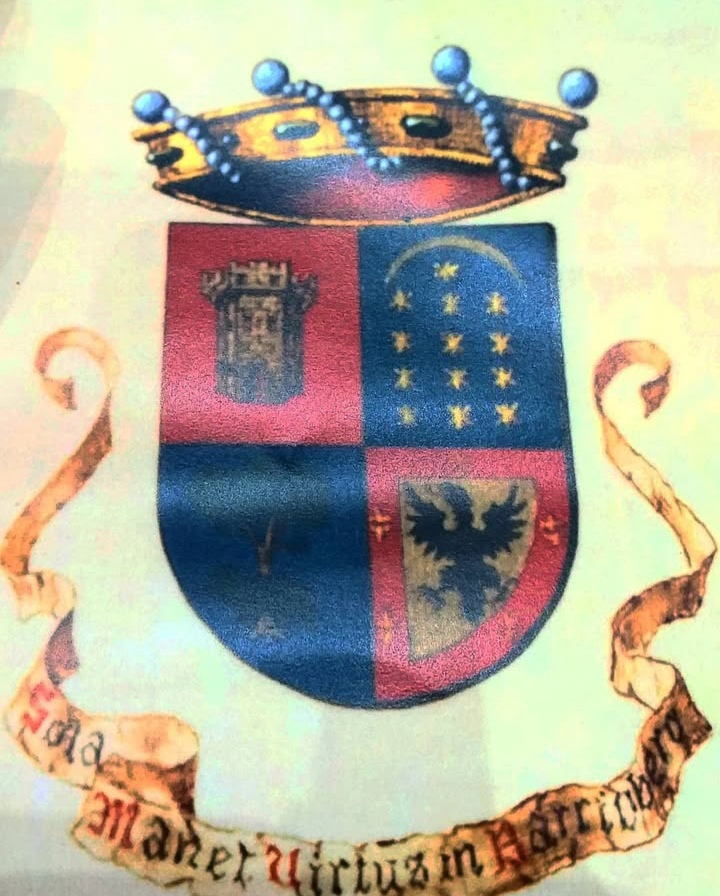
Escudo nobiliario de Barriobero, de la villa de Entrena en La Rioja.

La baronía de Río Tovía es un título nobiliario español rehabilitado el 3 de agosto de 1918 por el rey Alfonso XIII en favor de Juan Barriobero y Armas, director general de Comunicaciones, como confirmación del vínculo creado en 1692 por Juan de Alesón y Sáenz.
Su denominación hace referencia al río Tobía, en La Rioja, España.

## Barones de Río Tovía
|                                          | Titular                                  | Periodo                                  |
| Creación durante el reinado de Carlos II | Creación durante el reinado de Carlos II | Creación durante el reinado de Carlos II |
| ---------------------------------------- | ---------------------------------------- | ---------------------------------------- |
| I                                        | Juan de Alesón y Sáenz                   | 1692-¿?                                  |
| Rehabilitación por Alfonso XIII          |                                          |                                          |
| II                                       | Juan Barriobero y Armas                  | 1918-1951                                |
| III                                      | José Juan Barriobero y Pérez de Soto     | 1952-¿?                                  |
| IV                                       | Mauricio Barriobero y Pérez de Soto      | 1985-2015                                |
| V                                        | Jorge Barriobero y de la Pisa            | 2016-hoy                                 |

## Historia de los barones de Río Tovía
- Juan de Alesón y Sáenz, I barón de Río Tovía.

Rehabilitado en 1918 por:
- Juan Barriobero y Armas (Logroño, 23 de marzo de 1874-17 de febrero de 1947), II barón de Río Tovía, diputado a Cortes en 1916, 1918, 1919 y 1923, senador del reino en 1921, director general de Comunicaciones (1930) y jefe de Administración del Consejo de Estado hasta 1941.[4]  Gentilhombre de Cámara con ejercicio de S.M el Rey Alfonso XIII.

Casó en 1918 con María Josefa Pérez de Soto y Vallejo, superviviente del naufragio del Titanic (1889-1972). El 9 de mayo de 1952 le sucedió su hijo:
- José Juan Barriobero y Pérez de Soto, III barón de Río Tovía, abogado.[1]

El 28 de junio de 1985, previa orden del 24 de mayo del mismo año para que se expida la correspondiente carta de sucesión (BOE del 10 de julio), le sucedió su hermano:
- Mauricio Barriobero y Pérez de Soto (m. Madrid, 24 de marzo de 2015), IV barón de Río Tovía, caballero de Honor y Devoción de la Orden de Malta, Caballero Divisero hijosdalgo del Solar Señorío y Villa de Valdeosera, licenciado en Derecho.[7]

Casó con María Isabel de la Pisa y Prieto de la Cal (m. 2020). El 26 de enero de 2016, previa orden del 18 de diciembre de 2015 para que se expida la correspondiente carta de sucesión (BOE del 6 de enero siguiente), le sucedió su hijo:
- Jorge Barriobero y de la Pisa, V barón de Río Tovía. Caballero de Honor y Devoción de la Orden de Malta, Caballero Divisero hijosdalgo del Solar Señorío y Villa de Valdeosera, Caballero del Real Cuerpo de la Nobleza de Madrid, licenciado en Economía.

Casó el 10 de septiembre de 2022 con María Jesús de Lorenzo y Clemente de Diego.